# موريس فاونتن
موريس فاونتن (بالإنجليزية: Maurice Fountain)‏ هو لاعب كرة قدم أمريكية أمريكي، ولد في 22 سبتمبر عام 1982، في كامدن في الولايات المتحدة.